# NGC 6047
NGC 6047 (również PGC 57033) – galaktyka eliptyczna (E), znajdująca się w gwiazdozbiorze Herkulesa. Odkrył ją Lewis A. Swift 27 czerwca 1886 roku.